# Неплюєв Семен Олександрович
Неплюєв Семен Олександрович (1744 — 26 жовтня 1804) — російський чиновник з роду Неплюєвих, дійсний таємний радник, сенатор, член Другої Малоросійської колегії (1773—1778). 

## Військова служба
Служив у лейб-гвардії Ізмайлівському полку. Починав у 1762 р. прапорщиком. Через два роки отримав звання — підпоручика, а в 1766 році — поручика. В 1769 році вже — капітан-поручик, в 1771 році — капітан. А з 1772 р. — полковник.

## Служба в Глухові
З 25 лютого 1773 по 7 вересня 1778 рр. входив до складу Другої Малоросійської колегії.

## Чиновництво в імперії
13 лютого 1779 року призначений першим головою Кримінальної палати Орловського намісництва.
З 4 грудня 1780 року С. Неплюєв поручик правителя (з чином статського радника), а з 3 березня 1782 р. — правитель Орловського намісництва. В 1784 році отримав звання таємний радник.
Указом  імператриці від 6 березня 1792 року «звільнений за хворобами від всіх справ».
У 1794—1801 року — сенатор, член Межового департаменту.

## Володіння
Був одним із найбільших поміщиків Лебединського повіту Харківського намісництва. Станом на 1786 рік він володів 665 душами.

## Родина
Дружина — Ганна Григорівна Теплова (17.04.1750 — 26.04.1823), дочка сенатора Григорія Михайловича Теплова.